# Della Singhateh
Della Singhateh (* 20. Jahrhundert) ist ein Politiker im westafrikanischen Staat Gambia.

## Leben
| Parlamentswahl | Stimmen | Stimmanteil |
| -------------- | ------- | ----------- |
| 1969           | 1.860   | 77,60 %     |

Nachdem der gewählte Vertreter des Wahlkreises Wuli, Bangally Singhateh (PPP), inhaftiert worden war, wurden im März 1969 im Wahlkreis Nachwahlen zu den Parlamentswahlen 1966 angesetzt. Als Kandidat der People’s Progressive Party (PPP) konnte Singhateh den Wahlkreis, vor Momodou N’Jie von der United Party (UP), mit 77,60 % der Stimmen für sich gewinnen und gewann damit einen Sitz im House of Representatives. Bei den folgenden Parlamentswahlen 1972 trat Singhateh nicht mehr an und trat politisch nicht mehr in Erscheinung.